# Platin
 For alternative betydninger, se Platin (flertydig). (Se også artikler, som begynder med Platin)
Platin (af platina, spansk for "lille sølv") er det 78. grundstof i det periodiske system, og har det kemiske symbol Pt: Under normale tryk- og temperaturforhold optræder dette overgangsmetal som et tungt, sølvskinnende og korrosionsbestandigt metal. Den første reference til platin er fra 1557 skrevet af Julius Scaliger. Platin udgør sammen med iridium og osmium de tunge platinmetaller.

## Egenskaber
Platin er en alsidig kemisk katalysator. Dets korrosionsbestandighed, som gør metallet velegnet til brug i smykker, illustreres af at metallet ikke iltes, end ikke ved høje temperaturer. Heller ikke saltsyre eller salpetersyre angriber platin; det gør til gengæld cyanider, halogener, svovl samt stærke baser. Metallet kan desuden opløses i kongevand, hvorved det danner klorplatinsyre.
I kemiske forbindelser optræder platin almindeligvis med oxidationstrin +2 og +4. I sjældnere tilfælde ses det i oxidationstrin +1 og +3; i disse tilstande er det ofte stabiliseret af metalbindinger i forbindelser med to eller flere metalatomer.
Prisen på platin varierer med udbuddet, men er normalt knap 50% højere end guld. I det 18. århundrede erklærede Ludvig den 15. at det sjældne platin var det eneste metal der passede sig for en konge.

## Tekniske anvendelser
Platin anvendes som katalysator til en række kemiske processer, blandt andet den katalysator der indgår i de fleste bilers udstødningssystem, men også til kemiske processer som hærdning af silikone, samt i brændselsceller: Man arbejder på at reducere den mængde platin der skal bruges, for der igennem at sænke prisen på sådanne celler. Platins katalytiske egenskaber udnyttes i den såkaldte Clark-elektrode til måling af ilt.
De varme- og korrosionsbestandige egenskaber ved platin udnyttes i modstandstermometre til måling af høje temperaturer i kemisk "barske" miljøer, og i digler til smeltning af glas.
Visse platinholdige, kemiske forbindelser er i stand til at krydsforbinde DNA-sekvenser og på den måde dræbe celler. Det udnyttes i kemoterapi, i form af medikamenter som cisplatin, carboplatin og oxaliplatin.
Kemi baseret på platin bruges undertiden til at lave "langtidsholdbare" kopier af fotografier der kan arkiveres længe uden at falme, og som en "sidegevinst" kan denne form for fotografier gengive flere gråtoner end andre sort/hvide fotograferingsteknikker. Ulempen er at de platinbaserede kemikalier er mindre lysfølsomme end andre former for "fotokemi" – af den grund kan det kun bruges til kontaktkopiering, hvilket udelukker muligheden for at forstørre og formindske billedet i samme "arbejdsgang".
Indenfor urmagerfaget værdsættes platin for dets modstandsdygtighed overfor korrosion og slitage, og dertil er det velegnet til at "montere" ædelsten i. Ur-fabrikanten Vacheron Constantin begyndte at bruge metallet i 1820, og siden har Patek Philippe, Rolex, Breitling og andre lanceret ure af, eller indeholdende, platin.

## Forekomst og udvinding
Platin er yderst sjældent; ud af et "gennemsnitligt" ton af jordskorpen udgøres blot 3 mikrogram af platin. Det hævdes undertiden at hvis alverdens platin blev "hældt" i et svømmebassin af olympiske dimensioner, ville det kun lige akkurat nå ankelhøjde. Gjorde man det samme med det 30 gange mindre sjældne guld, ville man kunne fylde tre sådanne bassiner.
I 2006 androg verdensproduktionen af platin 217,7 tons. Året før var Sydafrika den største producent af platin, med 80 procent af verdensproduktionen, fulgt af Rusland og Canada. Platin findes ofte som frit metal samt i en naturlig legering med iridium, kaldet platiniridium. Dertil indeholder mineralet sperrylit (platinarsinid; PtAs2), som udvindes som en "sidegevinst" af nikkel-udvinding i Ontario i Canada: De enorme mængder malm der behandles her, gør det rentabelt at udvinde platinet selv om hvert ton malm blot indeholder et halvt gram af dette metal.
For at fremstille rent, metallisk platin, knuser man først malmen og blander den med vand så der dannes en art "mudder". Så tilsættes et middel der binder sig til platinen, og luft blæses igennem blandingen; derved skilles metalpartiklerne fra de øvrige bestanddele ved flotation. Derefter smeltes de udskilte metalpartikler sammen til større blokke eller barrer.

## Historie
Naturligt forekommende platin og platinholdige legeringer har været kendt og brugt af præcolumbianske kulturer, men i Europa stammer de første beskrivelser fra 1557, hvor den italienske humanist Julius Caesar Scaliger skriver om et mystisk metal fundet i miner i området mellem Darién (Panama) og Mexico, som ikke kunne smeltes eller bearbejdes. 
Antonio de Ulloa og Don Jorge Juan y Santacilia blev udpeget af den spanske kong Filip den 5. til en geografisk ekspedition i Peru i årene 1735 til 1745: På denne færd fandt Ulloa det mystiske, usmeltelige metal i Colombia, men under sejladsen tilbage blev hans skib opbragt af engelske kapere. Om end han blev behandlet pænt i England, og endda blev medlem af Royal Society, blev han forindret i at offentliggøre noget om det mystiske metal indtil 1748. Inden da havde Charles Wood uafhængigt af Ulloa formået at isolere platin i 1741.
Platin har sit navn fra det spanske ord platina, der betyder "lille sølv". I 1819 fandt man store forekomster af platin i Rusland; disse forekomster stod bag 90% af verdensproduktionen ved indgangen til det 20. århundrede.

## Symbolik
På grund af dets sjældenhed bruges platin ofte som symbol på noget dyrt og eksklusivt; "platin"-kreditkort har for eksempel større privilegier end tilsvarende "guld"-kort. 
I musikbranchen præmieres musikudgivelser der har solgt i mere end en million eksemplarer med en platinplade; kun overgået af diamant, som tildeles efter 10 millioner solgte eksemplarer

## Isotoper af platin
Naturligt forekommende platin består af fire stabile isotoper (192Pt, 194Pt, 195Pt og 196Pt) samt to der "på papiret" er radioaktive, men med så lange halveringstider (190Pt med 650 milliarder år, og 198Pt med 320 billioner år) at de i praksis også kan betragtes som stabile. Dertil kendes yderligere 31 isotoper hvis radioaktivitet ikke er negligerbar; heraf er 193Pt den mest "langlivede" med en halveringstid omkring et halvt hundrede år, mens de øvrige isotopers halveringstider måles i døgn eller mindre.